# Rough Riders of Durango
Rough Riders of Durango è un film del 1951 diretto da Fred C. Brannon.
È un western statunitense con Allan Lane.

## Produzione
Il film, diretto da Fred C. Brannon su una sceneggiatura di M. Coates Webster, fu prodotto da Gordon Kay, come produttore associato, per la Republic Pictures e girato nell'Iverson Ranch in California dal 13 ottobre 1950.

## Distribuzione
Il film fu distribuito negli Stati Uniti dal 30 gennaio 1951 al cinema dalla Republic Pictures. È stato distribuito anche in Brasile con il titolo Caminhante Solitário.

## Promozione
Le tagline sono:
- HEADED FOR A SIX-GUN SHOWDOWN!
- Double-Barreled Justice Catches Up With Cold-Blooded Killers When "Rocky" Takes Up The Chase!